# Hello (EP)
Hello es el EP debut del grupo surcoreano Mamamoo. Fue publicado el 18 de junio de 2014 por Rainbow Bridge World y distribuido por  CJ E&M Music. Contiene siete canciones e incluye el sencillo principal «Mr. Ambiguous», que se usó para promocionar el disco. El álbum es una mezcla de estilos musicales entre los que se encuentran R&B, hip hop, y funk. Además, antes de su lanzamiento el grupo realizó colaboraciones con Bumkey, K.Will y Wheesung, y Geeks. 

## Lista de canciones
| N.º | Título                            | Letras                          | Música            | Duración |  |
| 1.  | «Hello»                           | Esna                            | Kim Do-hoon, Esna | 0:43     |  |
| 2.  | «Mr. Ambiguous» (애매모호)        | Min Yeon-jae, Louie             | Kim Do-hoon       | 3:41     |  |
| 3.  | «Heeheehaheho» (히히하헤호)       | Esna, Kim Do-hoon, Louie, Hwasa | Kim Do-hoon, Esna | 3:44     |  |
| 4.  | «Baton Touch»                     | Park Woo-sang                   | Park              | 2:52     |  |
| 5.  | «I Do Me» (내맘이야)              | Hwasa                           | Hwasa             | 3:07     |  |
| 6.  | «Peppermint Chocolate» (썸남썸녀) | Kim Eana, Wheesung              | Kim Do-hoon, Esna | 3:30     |  |
| 7.  | «Don't Be Happy» (행복하지마)     | Esna                            | Esna              | 3:36     |  |